# Kogarah
Kogarah är en ort i Australien. Den ligger i kommunen Kogarah och delstaten New South Wales, i den sydöstra delen av landet, omkring 16 kilometer sydväst om delstatshuvudstaden Sydney. Antalet invånare är 1 878.
Trakten är tätbefolkad. Närmaste större samhälle är Sydney, omkring 16 kilometer nordost om Kogarah. 
Runt Kogarah är det i huvudsak tätbebyggt. Genomsnittlig årsnederbörd är 1 507 millimeter. Den regnigaste månaden är juni, med i genomsnitt 232 mm nederbörd, och den torraste är juli, med 39 mm nederbörd.